# Nazim Burke
Nazim Burke (n. Belair, Carriacou, 18 de septiembre de 1956) es un abogado, economista y político granadino que ejerció como líder del Congreso Nacional Democrático (NDC) entre 2014 y 2018 y líder de la Oposición de Granada durante el gobierno de Keith Mitchell. Fue miembro de la Cámara de Representantes de Granada entre 2003 y 2013 en representación de la circunscripción de Saint George North East y Senador en representación de la Oposición entre 2013 y 2018.
Burke ejerció como Ministro de Finanzas de Granada en el gobierno de Tillman Thomas (2008-2013), solo la tercera vez que dicho ministerio ha sido ocupado por un político que no es el primer ministro de forma simultánea. Llegó al liderazgo del NDC después de las elecciones de 2013, en las cuales el partido perdió todas las circunscripciones parlamentarias ante el Nuevo Partido Nacional (NNP), por lo que debió liderar a la Oposición desde el Senado designado. Burke lideró al NDC durante las elecciones generales de 2018, en las cuales la formación fracasó en retornar al Parlamento. Dimitió después de la derrota y fue sucedido por Joseph Andall.

## Biografía
Victor Gordon Burke nació en Belair, en la isla de Carriacou (administrativamente parte de Granada el 18 de septiembre de 1956. Cambiaría más tarde su nombre a Victor Nazim Gordon Burke. Tiene una Licenciatura en economía de la Universidad de Concordia en Canadá (1980) y una maestría en economía de la Universidad de Windsor (1985), con especial énfasis en Desarrollo Internacional. Además, tiene tiene una Licenciatura en Derecho de la Facultad de Derecho Osgoode Hall de la Universidad de York en Canadá (1988) y completó su Maestría en Derecho de la Queen's University en Canadá en 1994, con especial énfasis sobre Derecho Internacional de los Servicios Financieros. Está casado y es padre de dos hijos.
Militante del Congreso Nacional Democrático, Burke ingresó en política en las elecciones generales de 2003, cuando compitió por un escaño en la Cámara de Representantes, concretamente en la circunscripción de Saint George North East, en un momento en el que el NDC no tenía representación parlamentaria. En el marco del crecimiento que experimentó el partido en las elecciones, Burke derrotó al titular del NNP, Augustine John, con el 56,73% de los votos. Luego de la consecuente renuncia de Thomas al liderazgo del partido, Burke asumió el cargo de Líder Político del NDC en febrero de 2014. En las elecciones de 2008, en las cuales el NDC obtuvo un rotundo triunfo a nivel nacional, Burke fue reelegido en forma aplastante, con un 61,92% de los votos sobre Kennedy Roberts, aspirante del NNP. Asumió así como Ministro de Finanzas en el gobierno de Tillman Thomas, cargo que ocupó durante toda la legislatura. En calidad de Ministro de Finanzas, Burke se desempeñó como representante de Granada en varias instituciones financieras multilaterales, incluido el Banco Internacional de Reconstrucción y Fomento, el FMI y el Banco de Desarrollo del Caribe, también se desempeñó como miembro del Consejo Monetario de la Unión Monetaria del Caribe Oriental entre 2008 y 2013.
En las elecciones generales de 2013, el NNP fue devuelto al poder por abrumador margen, derrotando al NDC en todos los distritos electorales y obteniendo, en consecuencia, la totalidad de las bancas en la Cámara. El propio Burke perdió su escaño al recibir el 48,13% de los votos contra el 51,55% de Tobias Clement (del NNP), en lo que fue la contienda más ajustada de la jornada y siendo el postulante del NDC con mejor desempeño, por lo que fue invitado a ser designado Senador en representación de la Oposición. Luego de la consecuente renuncia de Thomas al liderazgo del partido, Burke asumió el cargo de Líder Político del NDC en febrero de 2014.
Burke renunció como líder del partido en julio de 2018 luego de los desastrosos resultados electorales del NDC en las elecciones de ese año, en las que el partido no logró obtener ningún escaño y lo dejó fuera de la cámara de representantes por tercera vez (segunda ocasión consecutiva). Fue sucedido por su adjunto Joseph Andall como líder interino en espera de una nueva elección de liderazgo prevista para marzo de 2019.